# 용인도시공사
용인지방공사(Yongin Corporation)는 지방공기업법 제49조 와 용인시 용인지방공사 설립 및 운영 조례를 근거로 설립된 지방공기업이다.
주택 브랜드 인 이던하우스를 통해 관내 주택 건설 사업을 운영하며, 기흥구 영덕동과 수지구 광교지구에 아파트 단지를 건설했다. 
또한 도시 개발 사업 을 추진하며 현재 용인시 역북지구 도시 개발 사업을 추진중이다.
마지막으로 용인시 관내의 도로 등 공공 시설에 대한 건설 위/수탁 사업을 진행하고 있다.

## 주요 업무
- 주택 건설 사업
- 도시 개발 사업
- 도로 등 공공 시설에 대한 건설 위/수탁 사업

## 연혁
- 용인지방공사의 연혁[깨진 링크(과거 내용 찾기)] (용인지방공사 홈페이지)

## 주택 건설 사업
이던 하우스 브랜드로 용인시 관내에 아파트를 건설하고 있다.
- 흥덕지구 이던하우스: 486세대, 전용면적 84-85m2, 2009년 5월 완료 (2020년 우미린 레이크 포레 로 개칭)
- 광교지구 이던하우스: 700세대, 2011년 10월 31일 완료 (2013년 광교 경남 아너스빌 로 개칭)

## 도시 개발 사업
- 역북지구도시 개발 사업: 용인시 처인구 역북동 528-10번지 일원 411,777m2 에 대한 개발 사업. 2011년 3월 착공 예정이며 2013년 사업 완료 예정.

## 공공 시설 위/수탁 사업
진행 중 사업 (2011년 1월 기준)
- 기흥구 동백동 ~ 처인구 포곡읍 마성리 간 4차로 신규 도로 개설 사업
- 수지구 동천동 ~ 수지구 신봉동 간 2차로 신규 도로 개설 사업
- 주거 환경 개선 사업: 용인시 처인구 포곡읍 전대리 1개소, 마평동 2개소, 양지면 1개소

완료된 사업
- 국도 42호선 (용인대1-1호, 처인구 역북동 등기소 입구 ~ 기흥구 상하동 지방도 343 접속부) 도로 확/포장 공사: 4차로에서 6차로로 확장
- 용인시 도시계획도로 중 2-32호 (용인중 2-2호, 처인구 역북동 일원) 개설 공사: 마을간 도로를 2차선 도로로 확/포장 공사
- 용인시 도시 계획도로 중 1-89호 (신갈중 1-10호, 기흥구 신갈동 일원) 개설 공사: 기흥구 신갈동 상미마을 ~ 신역동 간 2차로 도로를 4차로로 확 포장 공사
- 고매 ~ 이동 간 도로 개설 공사: 기흥구 고매동 (능안교) ~ 신고매마을 일원 도로 개설 공사
- 터미널 ~ 용인 IC 간 도로 확/포장 공사: 처인구 김량장동 용인 터미널 ~ 처인구 유방동 용인 IC 구간 4차로를 6차로로 확장/포장 공사
- 군부대 대체 시설 부식 분배소(처인구 포곡읍 삼계리) 신축 공사: 용인 ~ 포곡 및 중 1-120 호 개설 공사의 진행을 원활하게 하기 위해 조기에 대체 시설 신축